# Dendrophyllia dilatata
Espèce
Statut CITES
Dendrophyllia dilatata est une espèce de coraux appartenant à la famille des Dendrophylliidae.